# 佐野章二
佐野 章二（さの しょうじ、1941年 - ）は、日本の社会活動家。『ビッグイシュー』日本版創刊者。

## 経歴
1941年に大阪府大阪市で生まれる。1965年に立命館大学法学部を卒業後、映像制作会社、大学の学生部勤務、都市計画プランナーの仕事を経て独立し、地域調査計画研究所を設立。その後、NPO法の制定に関する基礎調査をはじめ、日本各地のNPO支援センターの立ち上げ支援を行なう。阪神・淡路大震災の後は、三つの応援組織の立ち上げを支援した。
2000年代からは、ビジネスによる社会問題の解決を提案。2001年NPO「シチズンワークス」を設立し、イギリスで取り組みの始まっていた『ビッグイシュー』を知って、その日本版を発行するアイディアが生まれる。2003年5月有限会社ビッグイシュー日本を設立、共同代表に就任。2003年9月ホームレスの仕事をつくり、自立を応援する雑誌『ビッグイシュー日本版』を創刊。2003年12月、東京で発売開始以降、発売エリアは全国に広がる。
2007年ビッグイシュー基金設立、理事長就任。2010年 - 2011年には、内閣府「新しい公共」円卓会議の委員も務めた。2012年6月ビッグイシュー基金が、国税庁から認定NPO法人として認定される。

## 著作
- 『ビッグイシューの挑戦』（講談社）